# قاي غيلبرت
قاي غيلبرت (بالفرنسية: Guy Gilbert)‏ هو قسيس مسيحي وكاتب فرنسي، ولد في 12 سبتمبر 1935 في روشفور في فرنسا.

## وصلات خارجية
- الموقع الرسمي